# 김수경 (기업인)
김수경(1949년 9월 2일 ~)은 대한민국의 기업인이다.